# Zygaena romeo
Zygaena romeo là một loài bướm đêm thuộc họ Zygaenidae. Nó được tìm thấy ở phía nam and southwest Alpine areas, in miền nam Pháp, in miền đông Pyrenees and in hầu hết Ý.
Sải cánh dài khoảng 35 milimét (1,4 in). Adults are on the wing in tháng 6 and tháng 7. They fly during the day.
Ấu trùng ăn Vicia and Lathyrus.

## Phụ loài
- Z. r. megorion Burgeiff, 1926
- Z. r. neapolitana Calberla, 1895